# Lengyelország az Eurovíziós Dalfesztiválokon
Lengyelország eddig huszonhét alkalommal vett részt az Eurovíziós Dalfesztiválon.
A lengyel műsorsugárzó a Telewizja Polska, amely 1993-ban lett tagja az Európai Műsorsugárzók Uniójának, és 1994-ben csatlakozott a versenyhez.

## Története

### Évről évre
Lengyelország 1994-ben vett részt először a versenyen, és rögtön a második helyen végzett, mely a legjobb eredmény egy debütáló ország számára. A későbbi években már nem tudták megismételni a sikert. 
2003-ban másodszor sikerült az első tízben végezniük. A jó eredménynek köszönhetően 2004-ben automatikusan döntősök voltak, és nem kellett részt venniük az abban az évben bevezetett elődöntőben. Ezután viszont sorozatban háromszor kiestek az elődöntőben, ráadásul 2005-ben és 2006-ban is a tizenegyedik helyen végeztek, néhány ponttal lemaradva a továbbjutást érő tíz hely egyikéről. 2008-ban sikerült először a döntőbe jutniuk, de ott nem tudták megismételni a jó eredményt. 

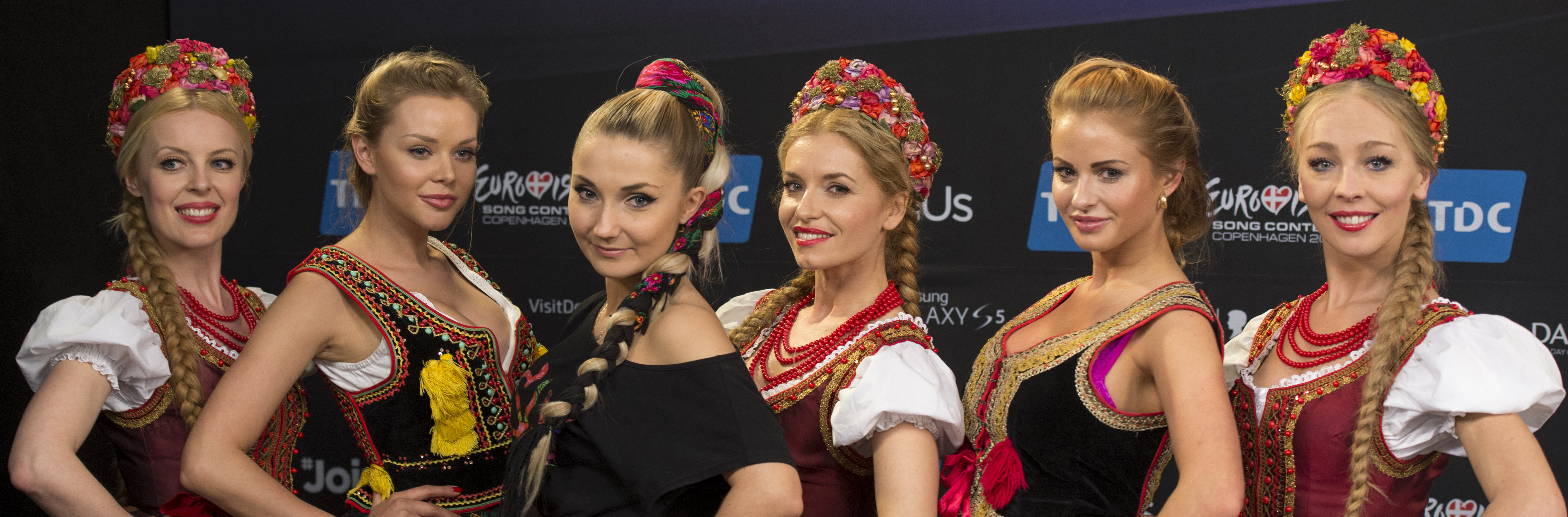
Cleo és a szláv lányok a 2014-es verseny sajtótájékoztatóján

A következő három alkalommal ismét nem sikerült továbbjutniuk az elődöntőből, ezért 2012-ben előző évi rossz helyezésükből kifolyólag, és a 2012-es labdarúgó-Európa-bajnokság kifogástalan lebonyolítása érdekében nem nevezett előadót a versenyre. 2013-ban is távol maradtak, csak a 2014-es versenyre tértek vissza, ekkor már sikerült döntőbe jutniuk, majd a következő három évben ismét. 2016-ban még a legjobb tízbe is bekerültek (a nézői szavazatoknak köszönhetően), hiszen Michał Szpak a nyolcadik helyen végzett. A következő évben a huszonkettedik helyen végeztek a döntőben, majd az elkövetkező két évben nem sikerült továbbjutniuk.
2020-ban Alicja képviselte volna az országot, azonban március 18-án az Európai Műsorsugárzók Uniója bejelentette, hogy 2020-ban nem tudják megrendezni a versenyt a COVID–19-koronavírus-világjárvány miatt. A lengyel műsorsugárzó jóvoltából végül az énekesnő nem kapott újabb lehetőséget az ország képviseletére a következő évben, habár előzetesen jelezte részvételi szándékát a versenyen. 2021-ben az országot képviselő énekesnek végül nem sikerült továbbjutnia a döntőbe, összesítésben tizennegyedik helyen végeztek. A következő évben azonban kvalifikálták magukat a döntőbe, ahol a tizenkettedik helyen zárták a versenyt. Egy évvel később tizenkilencedikek lettek. 2024-ben újra nem jutottak tovább a döntőbe, az elődöntőben a tizenkettedik helyen végeztek. 2025-ben Justyna Steczkowska harminc év elteltével visszatért a dalfesztiválra, ezzel megdöntve az addig fennálló leghosszabb visszatérési rekordot. Dalával, a Gajával továbbjutott a döntőbe, ahol a tizennegyedik lett.

### Nyelvhasználat
Lengyelország 1994-es debütálásakor még érvényben volt a nyelvhasználatot korlátozó szabály. Ennek értelmében indulóiknak az ország hivatalos nyelvén, vagyis lengyel nyelven kellett énekelniük. Ezt a szabályt 1999-ben eltörölték, azóta főleg angol nyelvű dalokkal neveztek.
Lengyelország eddigi huszonhét versenydalából hét lengyel nyelven, tizenkettő angol nyelven, nyolc kevert nyelven: négy lengyel és angol, egy lengyel és orosz és egy angol és spanyol nyelven hangzott el, a 2003-as daluk pedig három (lengyel, német és orosz), míg a 2006-os daluk négy nyelvet (angol, lengyel, német és orosz) megszólaltató többnyelvű dal volt.

### Nemzeti döntő

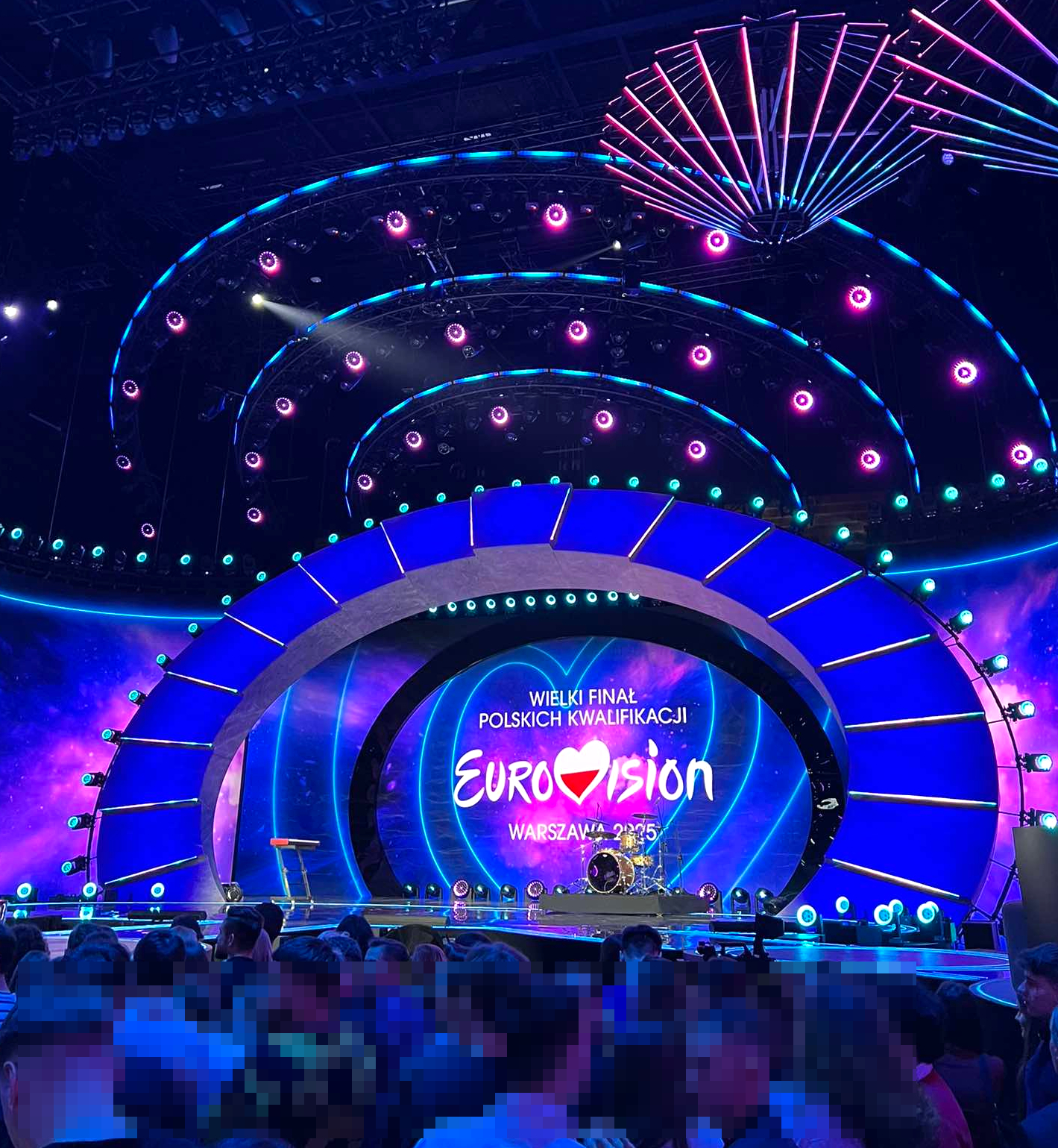
A 2025-ös nemzeti döntő színpada

Lengyelországban eleinte nemzeti döntő nélkül, belső kiválasztással döntöttek. 2003-ban és 2004-ben a lengyel válogató a Krajowe Eliminacje do Konkursu Piosenki Eurowizji volt. 2005-ben a műsorsugárzó nem rendezte meg a műsort, ők jelölték ki a lengyel versenyzőt. 2006 és 2009 között a lengyel nemzeti döntő a Piosenka dla Europy nevet viselte. A döntőben tíz – korábban tizenöt – dal vett részt, melyek közül egy zsűri, illetve a nézők telefonos szavazás segítségével választották ki a nyertest.
2010-ben és 2011-ben a Krajowe Eliminacje szolgált a lengyel képviselő kiválasztására. A műsorban összesen tizen versenyeztek és a nézők kezébe adták a döntést a lengyel induló megválasztására. 2012-ben Lengyelország visszalépett a dalversenytől, így a műsort már nem rendezték meg. 2014-es visszatérésükkor a műsorsugárzó nem rendezett televíziós döntőt, ahogy 2015-ben sem. 2016-ban folytatódott a Krajowe Eliminacje, a győztes jutalma pedig az Eurovíziós Dalfesztiválon való részvétel volt. 2019-ben már nem rendezték meg többé a válogató műsort, belső kiválasztással jelölték ki indulójukat. 2020-ban a Szansa na Sukces tehetségkutatóval egy zsűri három elődöntőn keresztül selejtezte az előadókat, majd a döntőben a zsűri és a közönségszavazatok alapján választották ki képviselőjüket. Érdekesség, hogy az azt megelőző évben a junior dalfesztivál lengyel indulóját, Viki Gabort választották ki ugyanennek a műsornak a keretein belül, akinek később a hazai rendezésű dalfesztivált is sikerült megnyernie.
2021-ben ismét teljes belső kiválasztással jelölték ki előadójukat és dalukat a versenyre. 2022 óta a Tu bije serce Europy! címet viseli a lengyel nemzeti döntő.

## Résztvevők
| Év   | Előadó                    | Dal                            | Magyar fordítás               | Döntő                   | Pontszám                | Elődöntő             | Pontszám             |
| ---- | ------------------------- | ------------------------------ | ----------------------------- | ----------------------- | ----------------------- | -------------------- | -------------------- |
| 1994 | Edyta Górniak             | To nie ja                      | Ez nem én vagyok              | 2.                      | 166                     | Nem volt elődöntő    | Nem volt elődöntő    |
| 1995 | Justyna Steczkowska       | Sama                           | Egyedül                       | 18.                     | 15                      | Nem volt elődöntő    | Nem volt elődöntő    |
| 1996 | Kasia Kowalska            | Chcę znać swój grzech          | Tudni akarom a bűnömet        | 15.                     | 31                      | Nem volt elődöntő    | Nem volt elődöntő    |
| 1997 | Anna Maria Jopek          | Ale jestem                     | De én létezek                 | 11.                     | 54                      | Nem volt elődöntő    | Nem volt elődöntő    |
| 1998 | Sixteen                   | To takie proste                | Olyan könnyű                  | 17.                     | 19                      | Nem volt elődöntő    | Nem volt elődöntő    |
| 1999 | Mietek Szcześniak         | Przytul mnie mocno             | Ölelj át szorosan             | 18.                     | 17                      | Nem volt elődöntő    | Nem volt elődöntő    |
|      |                           |                                |                               |                         |                         | Nem volt elődöntő    | Nem volt elődöntő    |
| 2001 | Piasek                    | 2 long                         | Túl hosszú                    | 20.                     | 11                      | Nem volt elődöntő    | Nem volt elődöntő    |
|      |                           |                                |                               |                         |                         | Nem volt elődöntő    | Nem volt elődöntő    |
| 2003 | Ich Troje                 | Keine Grenzen – Żadnych granic | Nincsenek határok             | 7.                      | 90                      | Nem volt elődöntő    | Nem volt elődöntő    |
| 2004 | Blue Café                 | Love Song                      | Szerelmesdal                  | 17.                     | 27                      | Automatikusan döntős | Automatikusan döntős |
| 2005 | Ivan & Delfin             | Czarna dziewczyna              | Fekete hajú lány              | Nem jutott be a döntőbe | Nem jutott be a döntőbe | 11.                  | 81                   |
| 2006 | Ich Troje és Real McCoy   | Follow My Heart                | Kövesd a szívemet             | Nem jutott be a döntőbe | Nem jutott be a döntőbe | 11.                  | 70                   |
| 2007 | The Jet Set               | Time to Party                  | Itt az idő a bulizásra        | Nem jutott be a döntőbe | Nem jutott be a döntőbe | 14.                  | 75                   |
| 2008 | Isis Gee                  | For Life                       | Életért                       | 24.                     | 14                      | 10.                  | 42                   |
| 2009 | Lidia Kopania             | I Don't Wanna Leave            | Nem akarok elmenni            | Nem jutott be a döntőbe | Nem jutott be a döntőbe | 12.                  | 43                   |
| 2010 | Marcin Mroziński          | Legenda                        | —                             | Nem jutott be a döntőbe | Nem jutott be a döntőbe | 13.                  | 44                   |
| 2011 | Magdalena Tul             | Jestem                         | Én vagyok                     | Nem jutott be a döntőbe | Nem jutott be a döntőbe | 19.                  | 18                   |
|      |                           |                                |                               |                         |                         |                      |                      |
| 2014 | Donatan és Cleo           | My Słowianie – We Are Slavic   | Mi, szlávok – Szlávok vagyunk | 14.                     | 62                      | 8.                   | 70                   |
| 2015 | Monika Kuszyńska          | In the Name of Love            | A szerelem nevében            | 23.                     | 10                      | 8.                   | 57                   |
| 2016 | Michał Szpak              | Color of Your Life             | Az életed színe               | 8.                      | 229                     | 6.                   | 151                  |
| 2017 | Kasia Moś                 | Flashlight                     | Jelzőfény                     | 22.                     | 64                      | 9.                   | 119                  |
| 2018 | Gromee feat. Lukas Meijer | Light Me Up                    | Gyújts fel!                   | Nem jutott be a döntőbe | Nem jutott be a döntőbe | 14.                  | 81                   |
| 2019 | Tulia                     | Fire of Love (Pali się)        | A szerelem tüze (Ég)          | Nem jutott be a döntőbe | Nem jutott be a döntőbe | 11.                  | 120                  |
| 2020 | Alicja Szemplińska        | Empires                        | Birodalmak                    | Elmaradt a verseny      | Elmaradt a verseny      | Elmaradt a verseny   | Elmaradt a verseny   |
| 2021 | Rafał                     | The Ride                       | Az utazás                     | Nem jutott be a döntőbe | Nem jutott be a döntőbe | 14.                  | 35                   |
| 2022 | Ochman                    | River                          | Folyó                         | 12.                     | 151                     | 6.                   | 198                  |
| 2023 | Blanka                    | Solo                           | Egyedül                       | 19.                     | 93                      | 3.                   | 124                  |
| 2024 | Luna                      | The Tower                      | A torony                      | Nem jutott be a döntőbe | Nem jutott be a döntőbe | 12.                  | 35                   |
| 2025 | Justyna Steczkowska       | Gaja                           | Gaia                          | 14.                     | 156                     | 7.                   | 85                   |

## Szavazástörténet

### 1994–2024
| Hely | Ország     | Pont |
| ---- | ---------- | ---- |
| 1.   | Ausztrália | 83   |
| 2.   | Finnország | 71   |
| 3.   | Svédország | 69   |
| 4.   | Szlovénia  | 68   |
| 5.   | Ukrajna    | 63   |
| 6.   | Belgium    | 53   |
| 7.   | Norvégia   | 50   |
| 8.   | Portugália | 47   |
| 9.   | Izland     | 47   |
| 10.  | Litvánia   | 47   |

| Hely | Ország             | Pont |
| ---- | ------------------ | ---- |
| 1.   | Németország        | 86   |
| 2.   | Egyesült Királyság | 84   |
| 3.   | Írország           | 75   |
| 4.   | Belgium            | 66   |
| 5.   | Ukrajna            | 64   |
| 6.   | Litvánia           | 52   |
| 7.   | Norvégia           | 48   |
| 8.   | San Marino         | 44   |
| 9.   | Izland             | 43   |
| 10.  | Grúzia             | 42   |

Lengyelország még sosem adott pontot az elődöntőben a következő országoknak: Montenegró és Szlovákia
Lengyelország még sosem kapott pontot az elődöntőben a következő országoktól: Bosznia-Hercegovina, Luxemburg és Monaco
| Hely | Ország        | Pont |
| ---- | ------------- | ---- |
| 1.   | Ukrajna       | 190  |
| 2.   | Svédország    | 129  |
| 3.   | Norvégia      | 91   |
| 4.   | Izrael        | 74   |
| 5.   | Olaszország   | 73   |
| 6.   | Belgium       | 71   |
| 7.   | Németország   | 68   |
| 8.   | Ausztrália    | 64   |
| 9.   | Franciaország | 63   |
| 10.  | Észtország    | 63   |

| Hely | Ország             | Pont |
| ---- | ------------------ | ---- |
| 1.   | Németország        | 80   |
| 2.   | Egyesült Királyság | 66   |
| 3.   | Ukrajna            | 58   |
| 4.   | Írország           | 55   |
| 5.   | Ausztria           | 52   |
| 6.   | Franciaország      | 51   |
| 7.   | Norvégia           | 45   |
| 8.   | Litvánia           | 43   |
| 9.   | Izland             | 42   |
| 10.  | Görögország        | 35   |

Lengyelország még sosem adott pontot a döntőben a következő országoknak: Luxemburg és Montenegró
Lengyelország még sosem kapott pontot a döntőben a következő országoktól: Andorra, Monaco és Szerbia

## Háttér
| Év        | Rendező                                          | Kommentátor                                      | Pontbejelentő                                    |
| --------- | ------------------------------------------------ | ------------------------------------------------ | ------------------------------------------------ |
| 1994      | Dublin                                           | Artur Orzech                                     | Jan Chojnacki                                    |
| 1995      | Dublin                                           | Artur Orzech                                     | Jan Chojnacki                                    |
| 1996      | Oslo                                             | Dorota Osman                                     | Jan Chojnacki                                    |
| 1997      | Dublin                                           | Jan Wilkans                                      | Jan Chojnacki                                    |
| 1998      | Birmingham                                       | Artur Orzech                                     | Jan Chojnacki                                    |
| 1999      | Jeruzsálem                                       | Artur Orzech                                     | Jan Chojnacki                                    |
| 2000      | Stockholm                                        | Artur Orzech                                     | Nem vettek részt                                 |
| 2001      | Koppenhága                                       | Artur Orzech                                     | Maciej Orłoś                                     |
| 2002      | Tallinn                                          | Artur Orzech                                     | Nem vettek részt                                 |
| 2003      | Riga                                             | Artur Orzech                                     | Maciej Orłoś                                     |
| 2004      | Isztambul                                        | Artur Orzech                                     | Maciej Orłoś                                     |
| 2005      | Kijev                                            | Artur Orzech                                     | Maciej Orłoś                                     |
| 2006      | Athén                                            | Artur Orzech                                     | Maciej Orłoś                                     |
| 2007      | Helsinki                                         | Artur Orzech                                     | Maciej Orłoś                                     |
| 2008      | Belgrád                                          | Artur Orzech                                     | Radosław Brzózka                                 |
| 2009      | Moszkva                                          | Artur Orzech                                     | Radosław Brzózka                                 |
| 2010      | Oslo                                             | Artur Orzech                                     | Aleksandra Rosiak                                |
| 2011      | Düsseldorf                                       | Artur Orzech                                     | Odeta Moro-Figurska                              |
| 2012–2013 | Nem vettek részt és nem közvetítették a versenyt | Nem vettek részt és nem közvetítették a versenyt | Nem vettek részt és nem közvetítették a versenyt |
| 2014      | Koppenhága                                       | Artur Orzech                                     | Paulina Chylewska                                |
| 2015      | Bécs                                             | Artur Orzech                                     | Aleksandra Ciupa                                 |
| 2016      | Stockholm                                        | Artur Orzech                                     | Anna Popek                                       |
| 2017      | Kijev                                            | Artur Orzech                                     | Anna Popek                                       |
| 2018      | Lisszabon                                        | Artur Orzech                                     | Mateusz Szymkowiak                               |
| 2019      | Tel-Aviv                                         | Artur Orzech                                     | Mateusz Szymkowiak                               |
| 2021      | Rotterdam                                        | Aleksander Sikora és Marek Sierocki              | Ida Nowakowska                                   |
| 2022      | Torino                                           | Aleksander Sikora és Marek Sierocki              | Ida Nowakowska                                   |
| 2023      | Liverpool                                        | Aleksander Sikora és Marek Sierocki              | Ida Nowakowska                                   |
| 2024      | Malmö                                            | Artur Orzech                                     | Viki Gabor                                       |
| 2025      | Bázel                                            | Artur Orzech                                     | Aleksandra Budka                                 |

## Díjak

### Barbara Dex-díj
| Év   | Előadó | Dal    | Eredmény az Eurovízión | Eredmény az Eurovízión | Helyszín   |
| Év   | Előadó | Dal    | Helyezés               | Pontszám               | Helyszín   |
| ---- | ------ | ------ | ---------------------- | ---------------------- | ---------- |
| 2001 | PIASEK | 2 long | 20.                    | 11                     | Koppenhága |

## Galéria

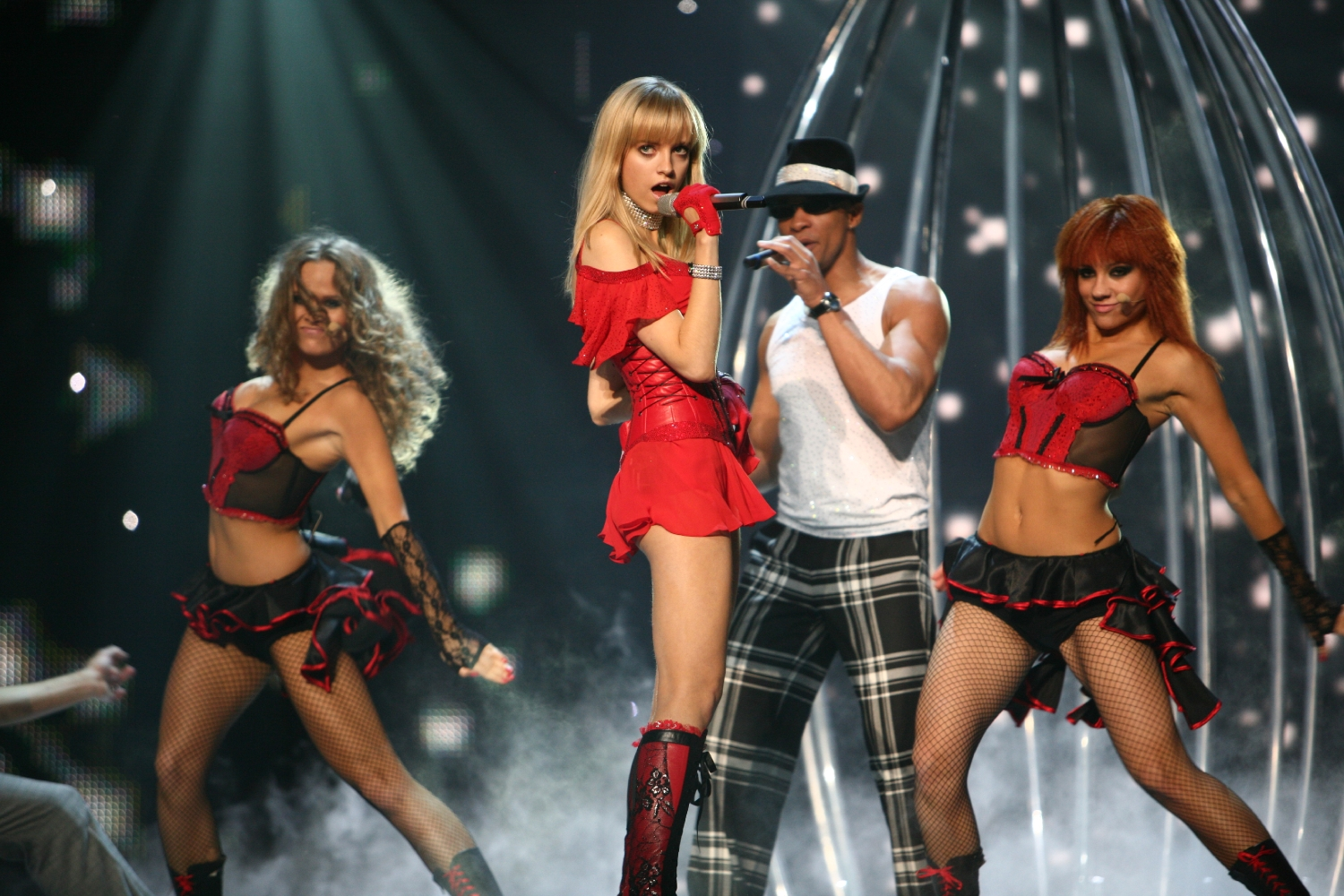
The Jet Set Helsinkiben (2007)
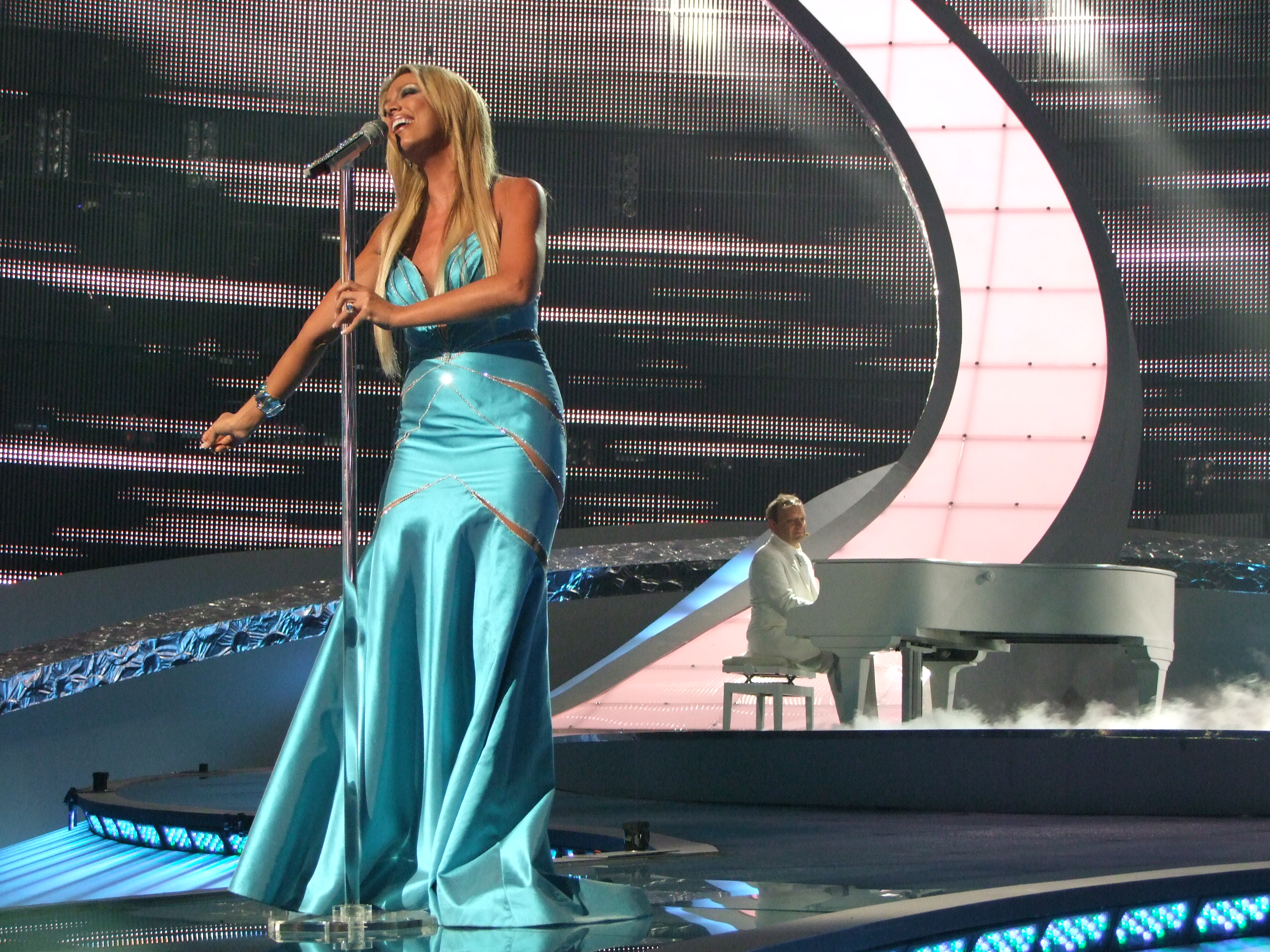
Isis Gee Belgrádban (2008)
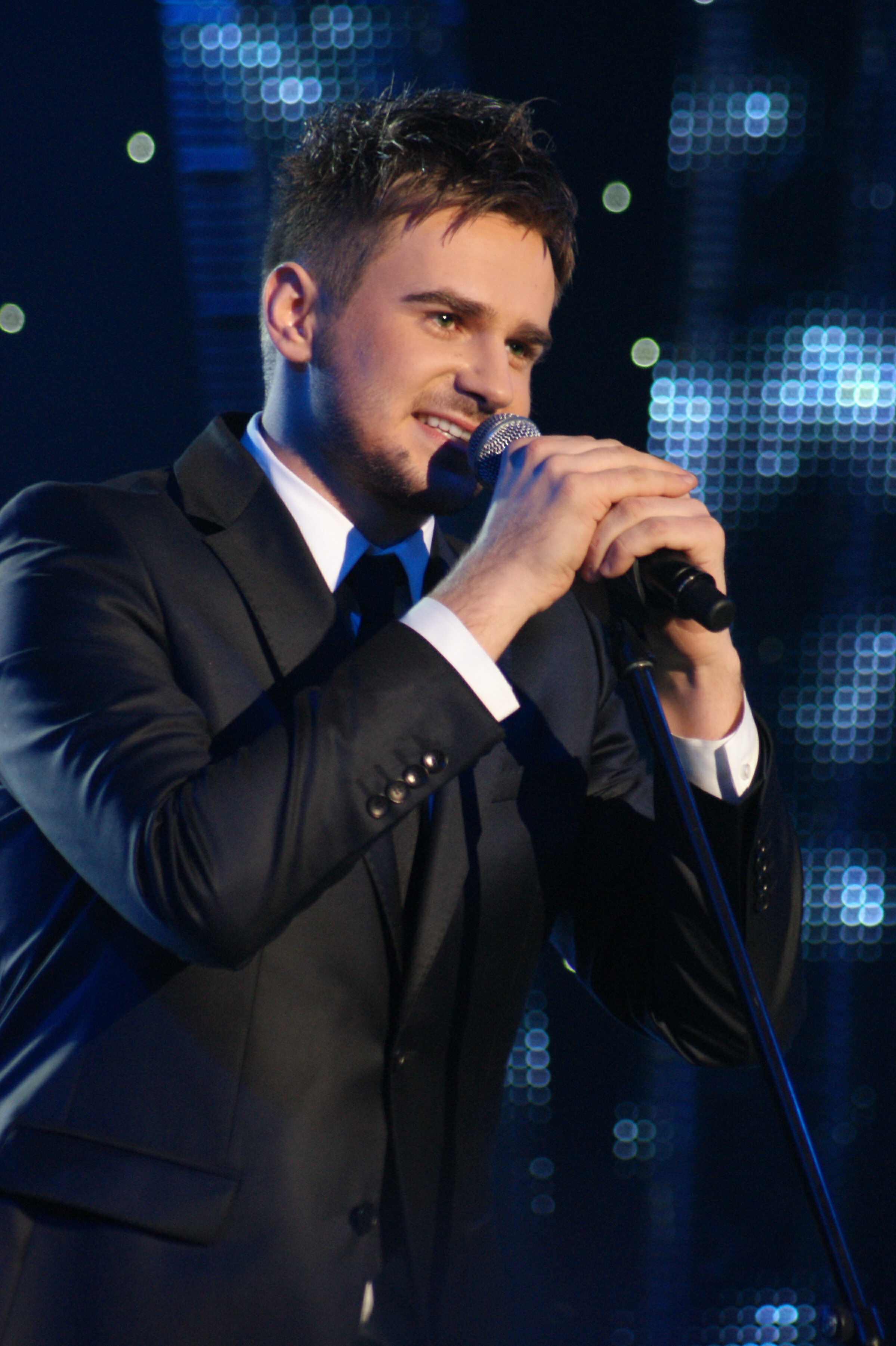
Marcin Mroziński Oslóban (2010)
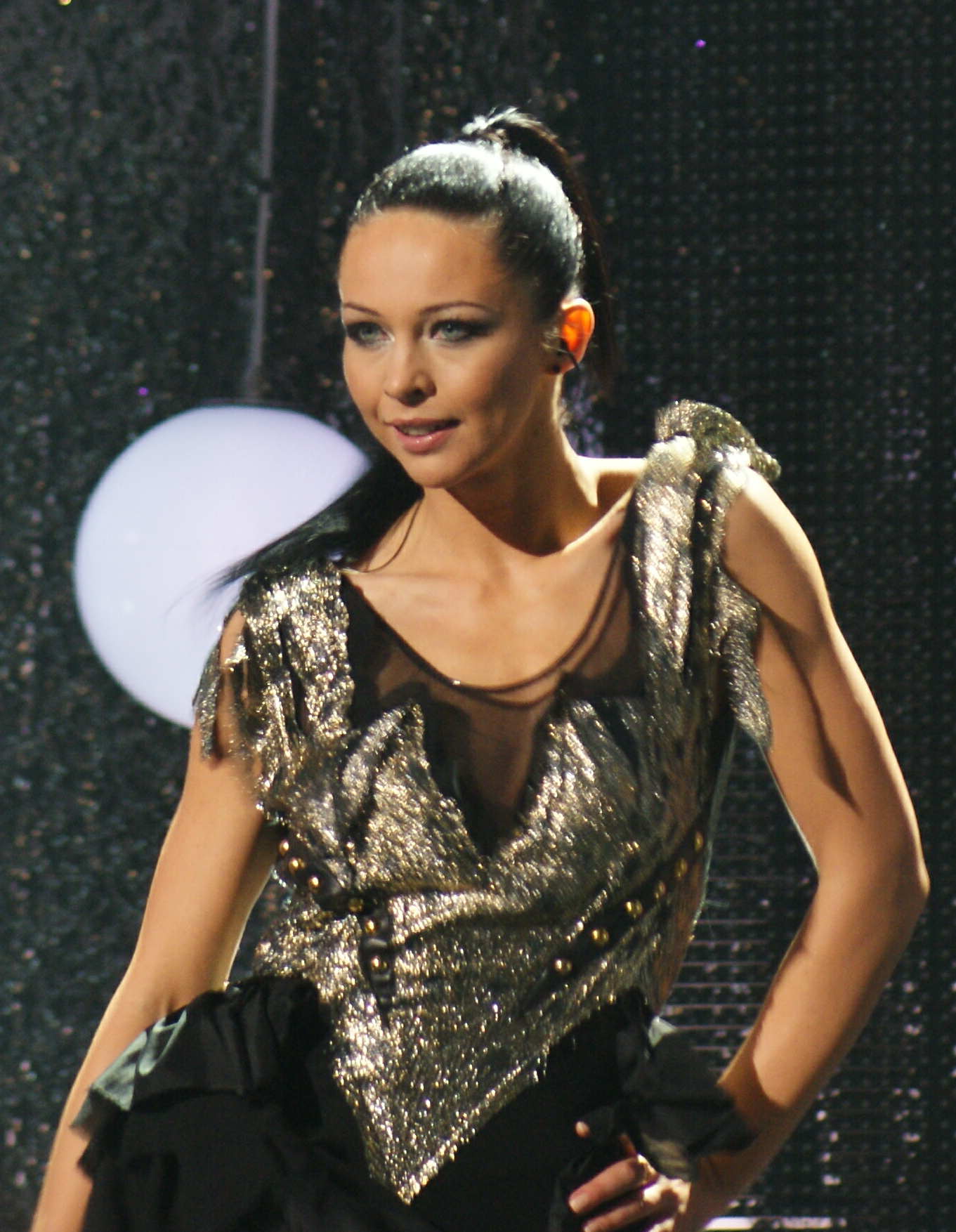
Magdalena Tul Düsseldorfban (2011)
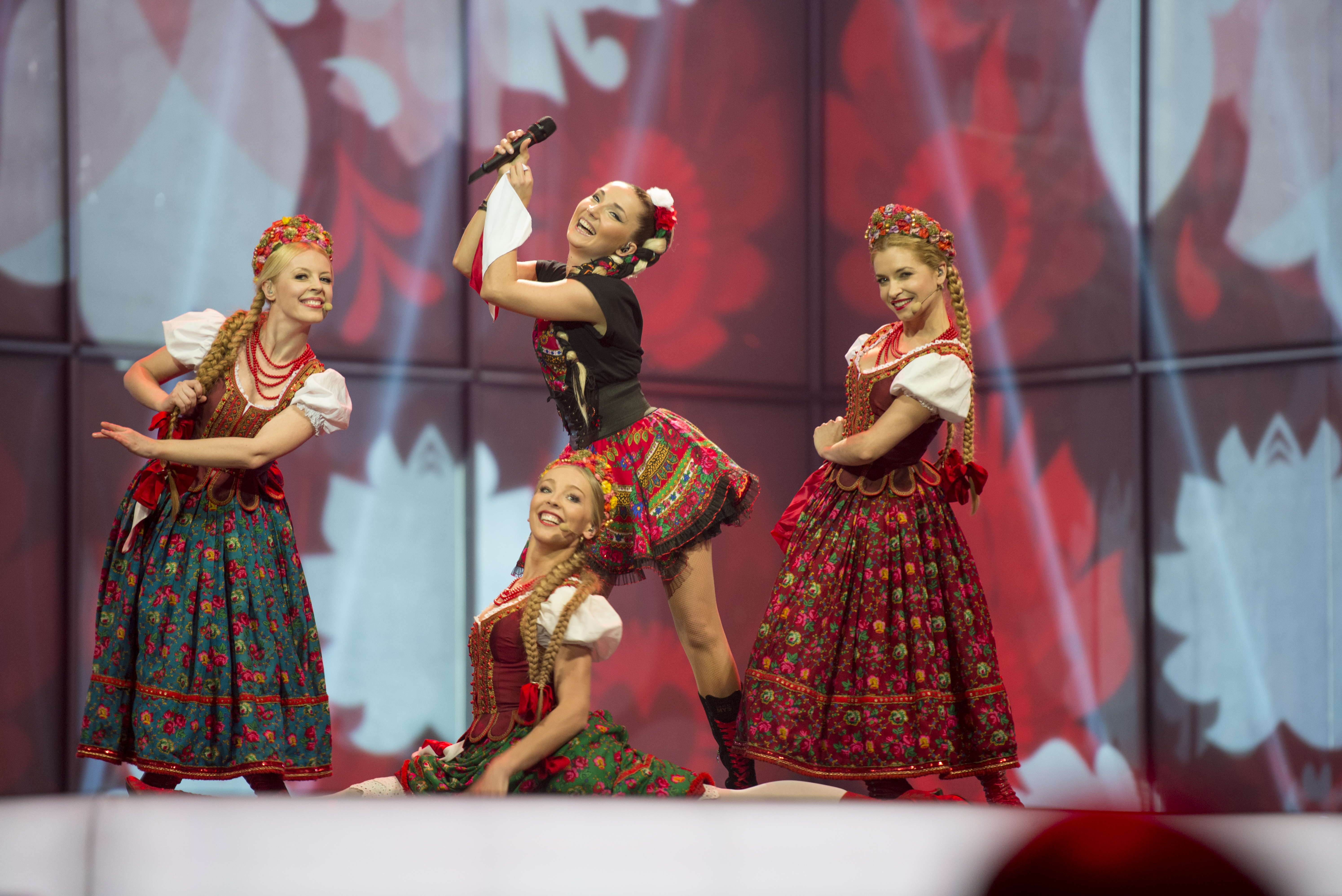
Donatan és Cleo Koppenhágában (2014)
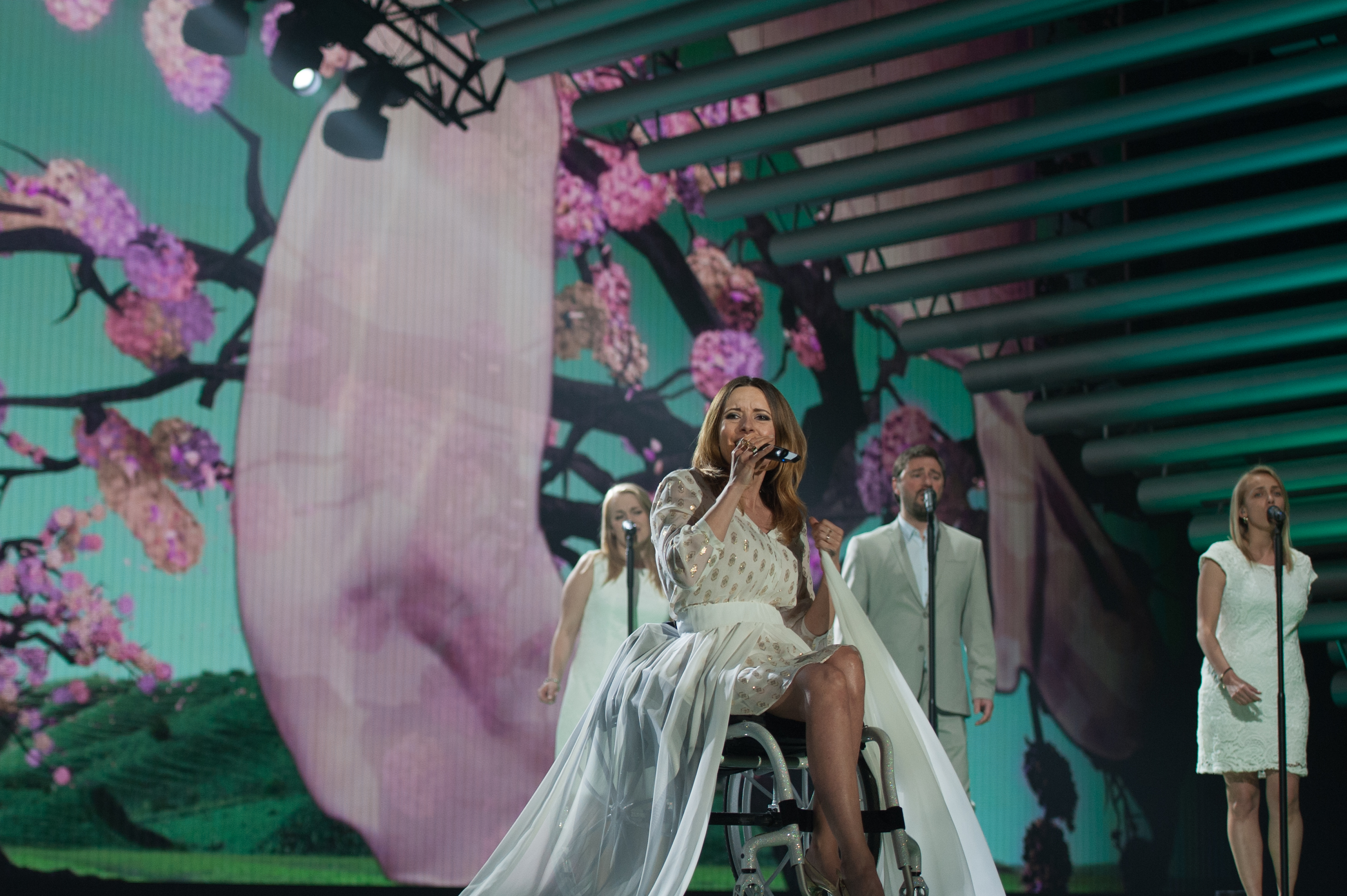
Monika Kuszyńska Bécsben (2015)
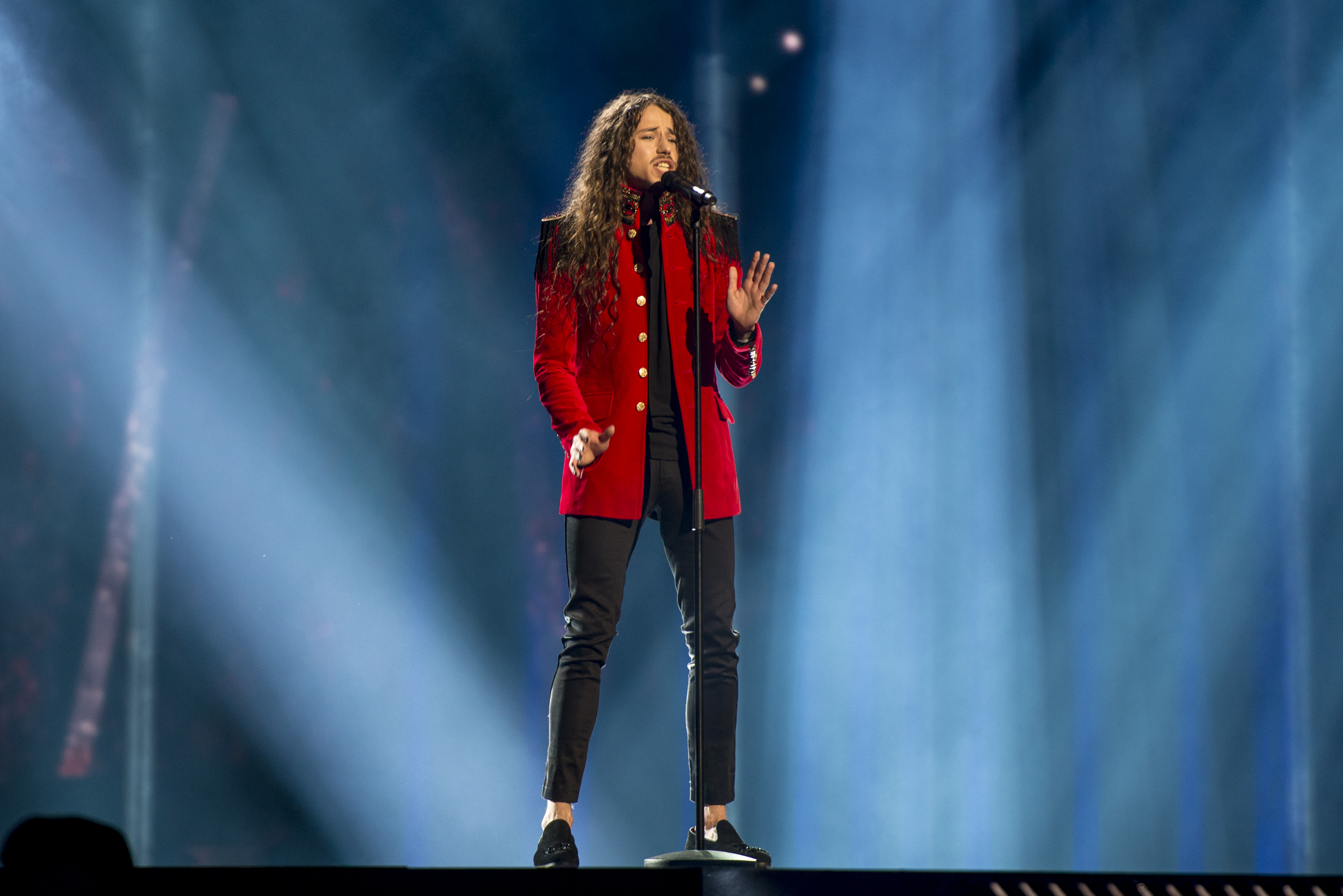
Michał Szpak Stockholmban (2016)
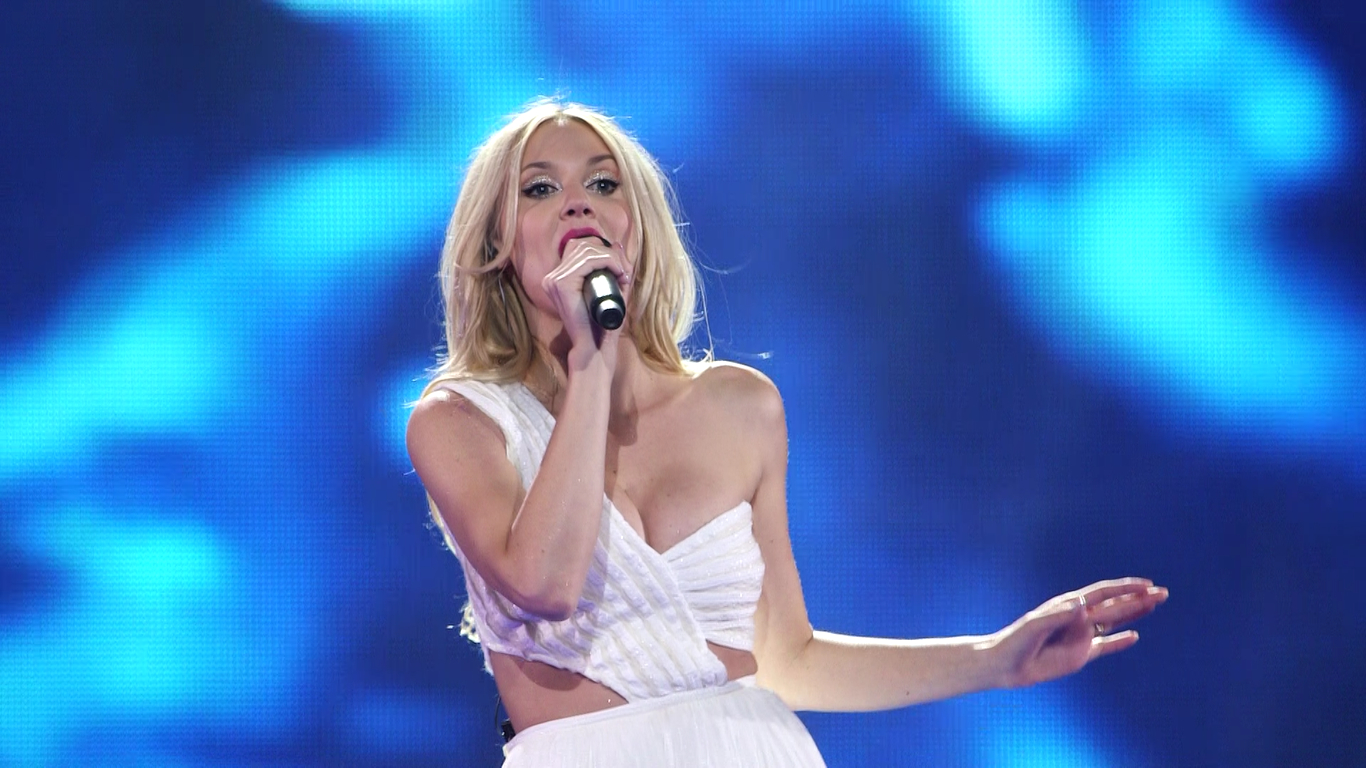
Kasia Moś Kijevben (2017)
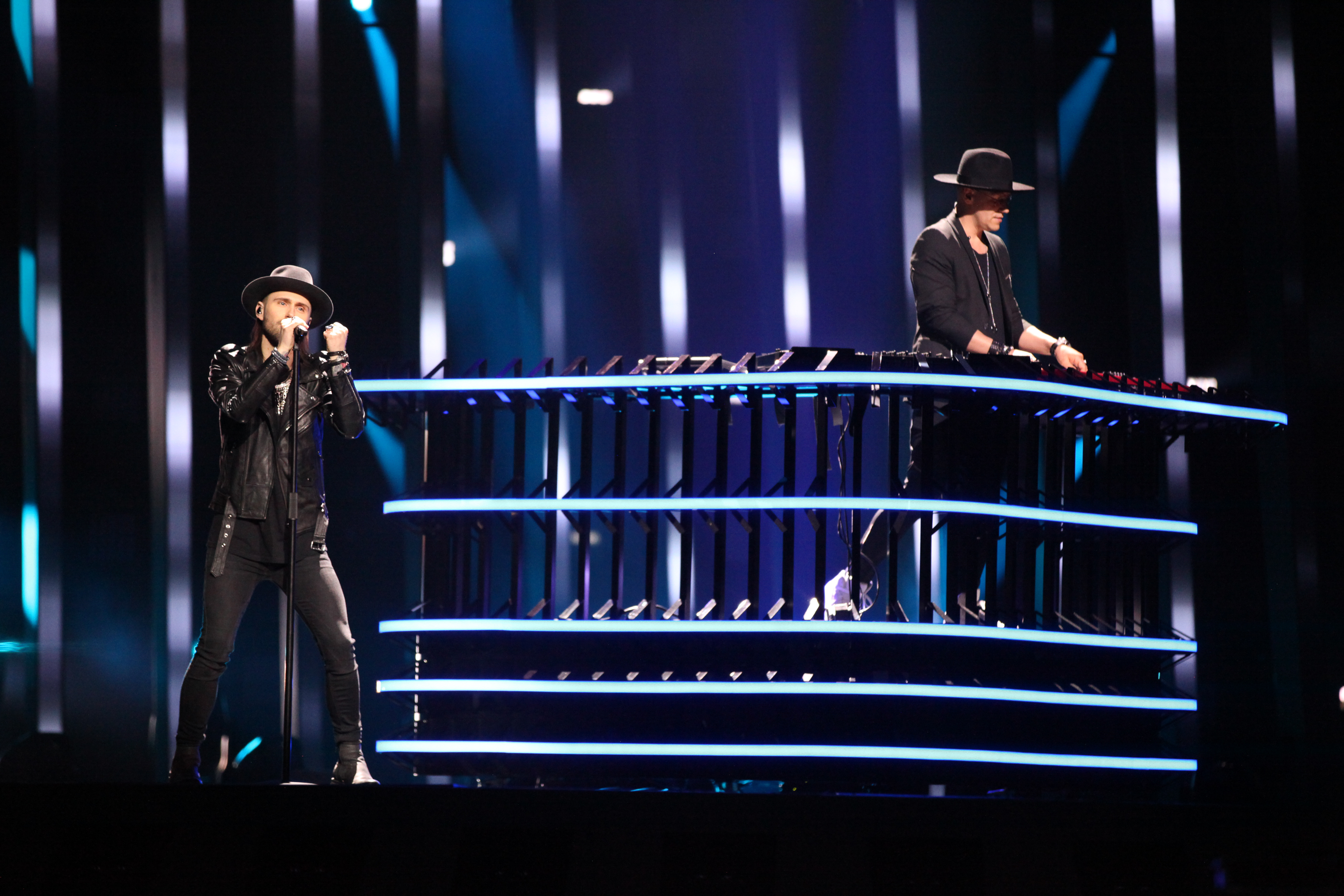
Gromee feat. Lukas Meijer Lisszabonban (2018)
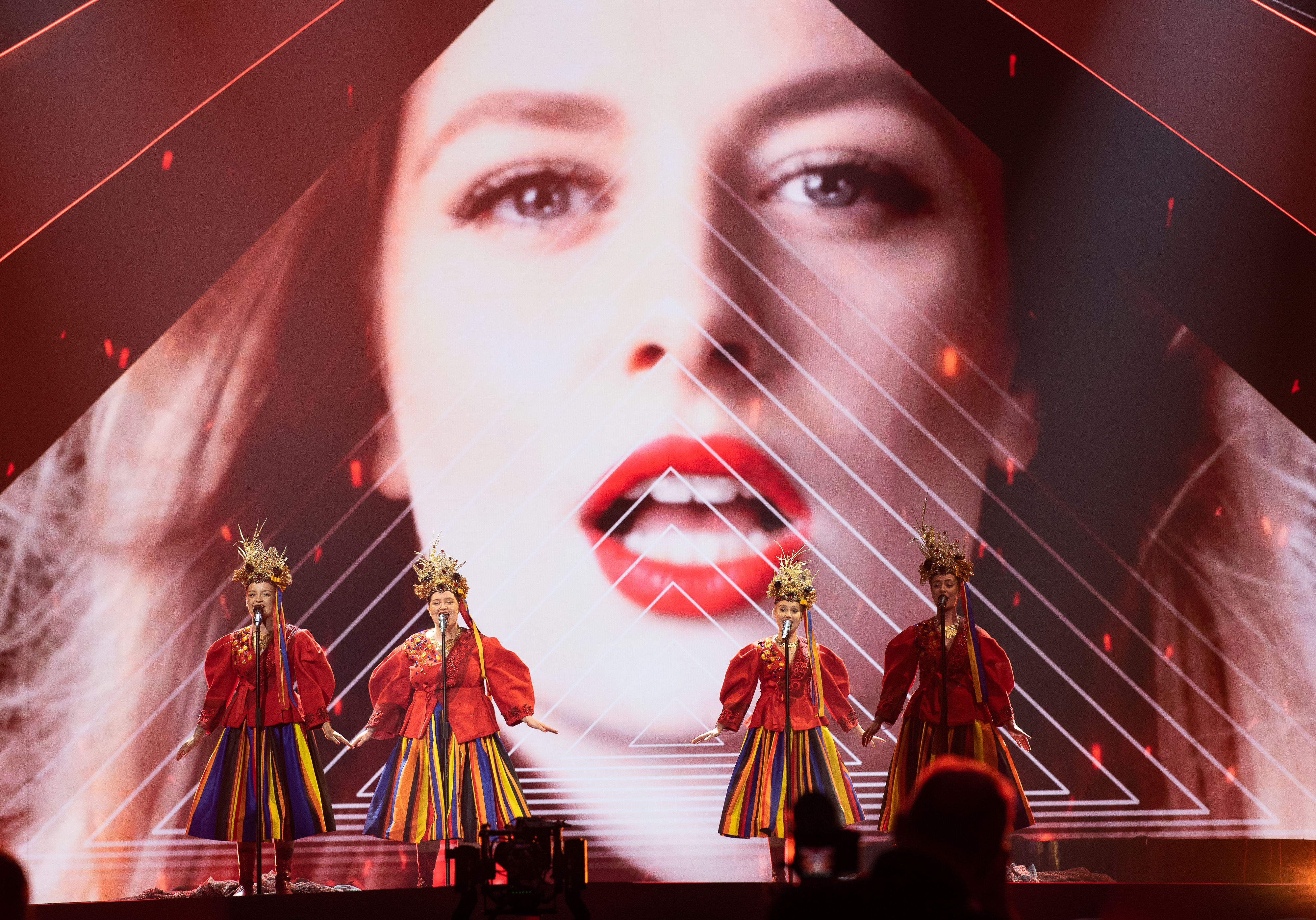
A Tulia Tel-Avivban (2019)
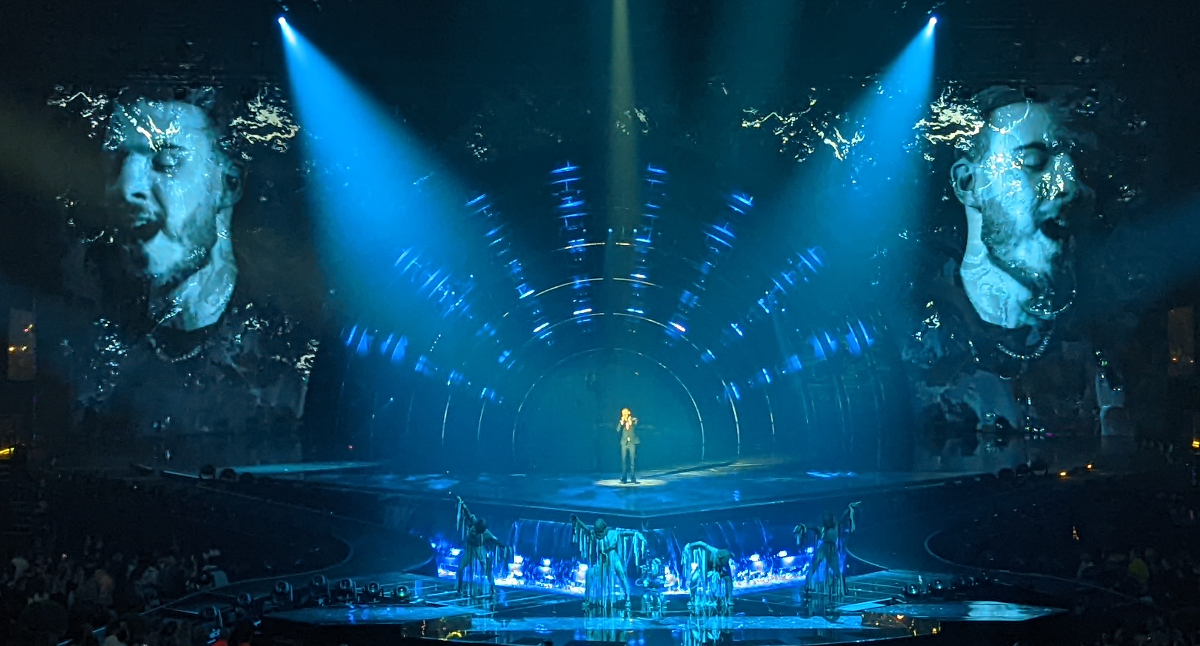
Ochman Torinóban (2022)
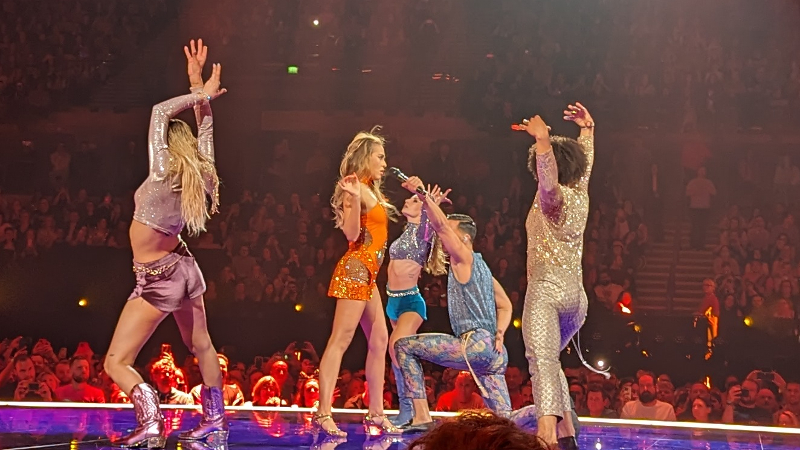
Blanka Liverpoolban (2023)
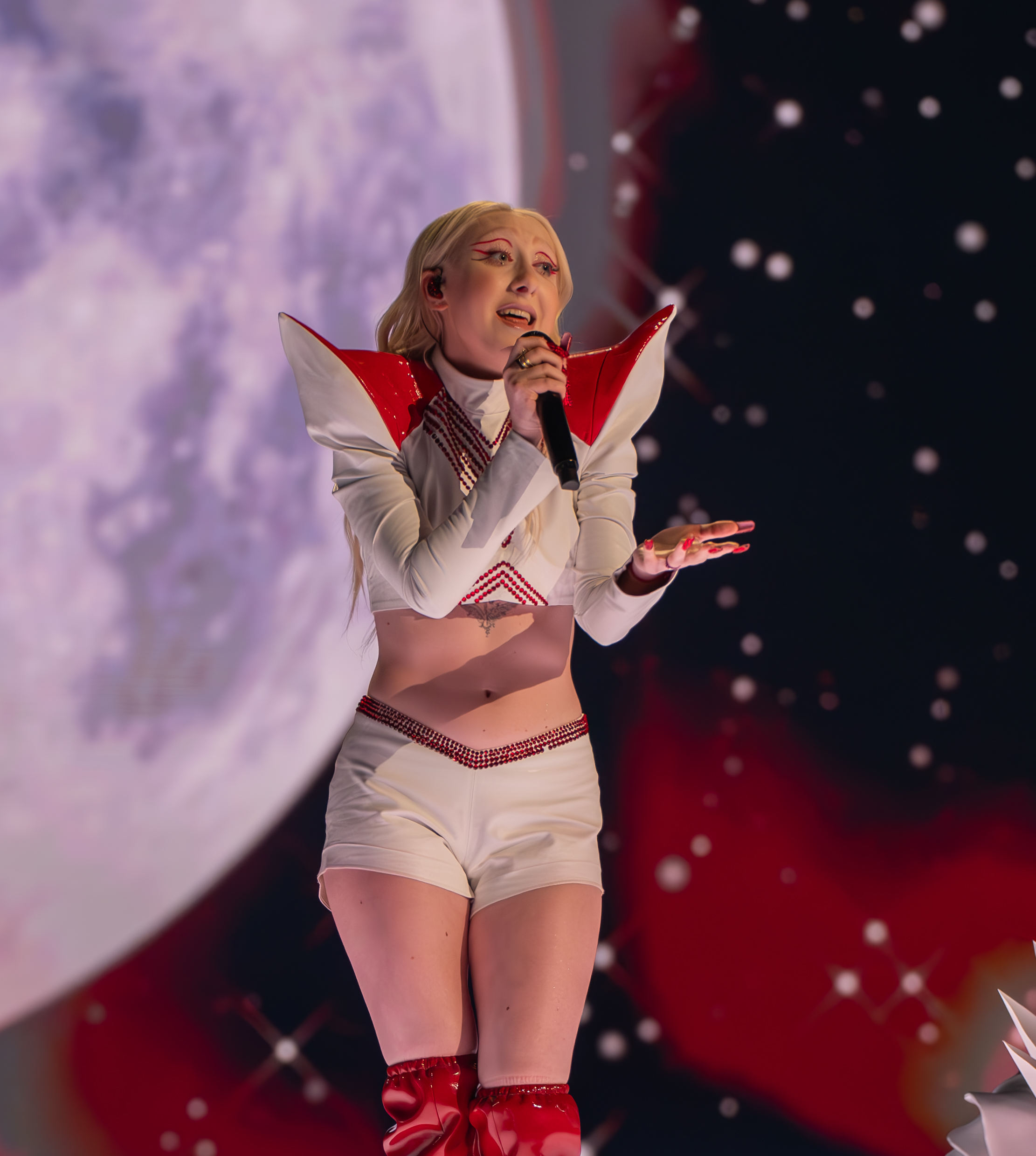
Luna Malmőben (2024)
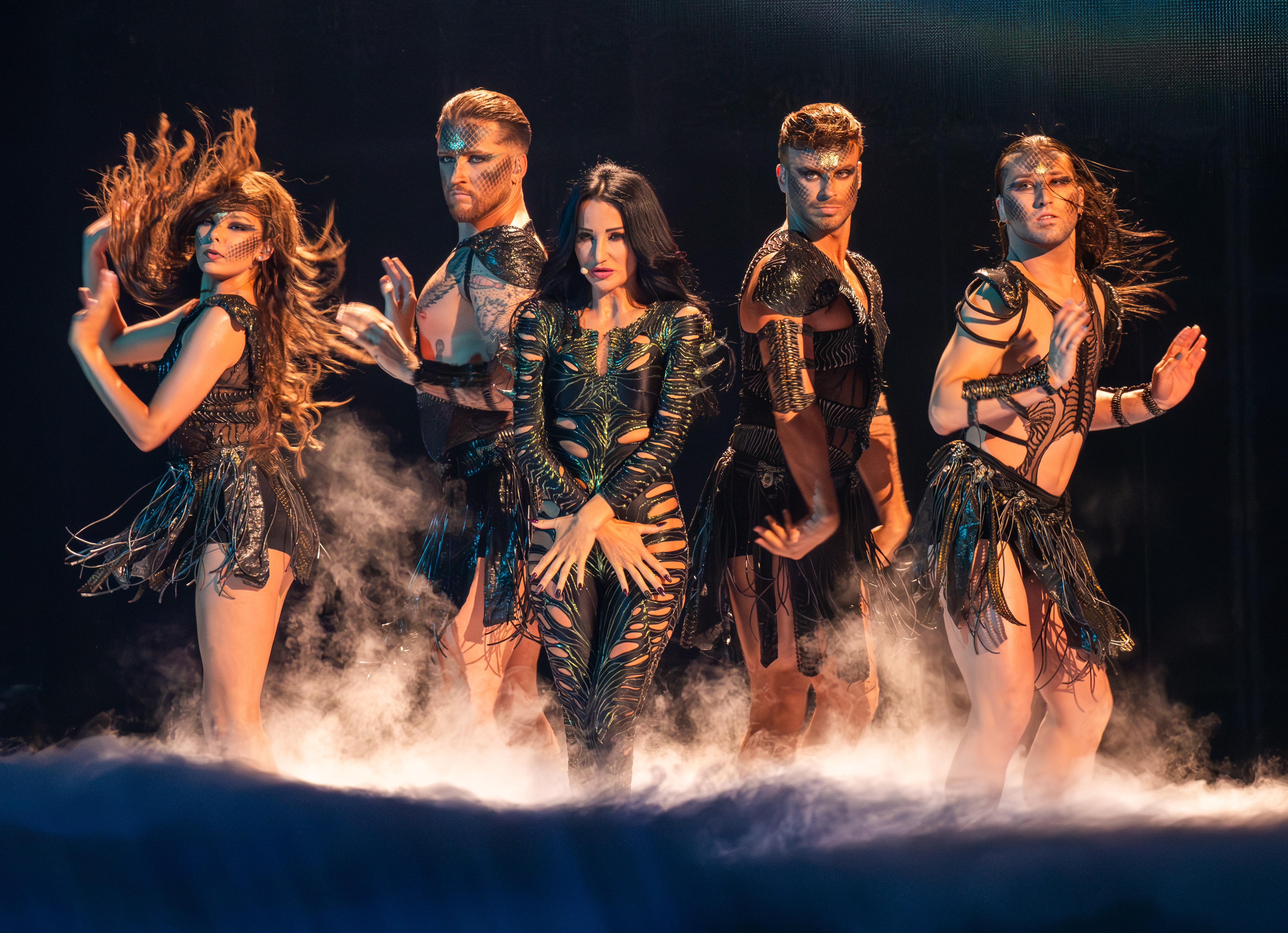
Justyna Steczkowska Bázelben (2025)

## Lásd még
- Lengyelország a Junior Eurovíziós Dalfesztiválokon